# Шевчук Домна Степанівна
Домна Степанівна Шевчук (17 січня 1907, Свірневе — дата смерті невідома) — український радянський скульптор; член Спілки радянських художників України.

## Біографія
Народилася 17 січня 1907 року в селі Свірневому (нині Голованівський район Кіровоградської області, Україна). 1946 року закінчила Київський художній інститут, де навчалася у Леоніда Шервуда, Макса Гельмана.
Мешкала у Києві в будинку на вулиці Пирогова, № 10, квартира № 2.

## Творчість
Працювала у галузях станкової та монументально-декоративної скульптури. Серед робіт портрети:
- стахановця Кунділовського (1949);
- Михайла Коцюбинського (1951);
- Олександра Міньківського (1957);
- «Онук Валерик» (1963).

Брала участь в республіканських виставках з 1949 року.